# Kim Chang-soo
Kim Chang-Soo (Busan, 12 de setembro de 1985) é um futebolista sul-coreano que atua como zagueiro. Atualmente, joga pelo Kashiwa Reysol.

## Carreira
Shin Kwang-hoon representou a Seleção Sul-Coreana de Futebol nas Olimpíadas de 2008 e 2012. Foi convocado à Copa do Mundo FIFA de 2014.

## Títulos
- Futebol nos Jogos Olímpicos de Verão de 2012 — Bronze